# جکی لین (بازیگر آمریکایی)
جکی لین (انگلیسی: Jacquie Lyn؛ ‏ ۳ سپتامبر ۱۹۲۸ – ۲۱ مارس ۲۰۰۲) بازیگر اهل ایالات متحده آمریکا و یکی از اعضای گروه هنری دارودسته ما بود.
از فیلم‌هایی که وی در آن‌ها نقش داشته‌است، می‌توان به خوشبختی و زحمت را کم کن اشاره نمود.